# Толмачёвский сельсовет
Толмачёвский сельсовет — сельское поселение в Новосибирском районе Новосибирской области Российской Федерации.
Административный центр — село Толмачёво.

## История
Статус и границы сельского поселения установлены Законом Новосибирской области от 2 июня 2004 года № 200-ОЗ «О статусе и границах муниципальных образований Новосибирской области»

## Население
| 2002  | 2010  | 2012  | 2013    | 2014    | 2015  | 2016  |
| ----- | ----- | ----- | ------- | ------- | ----- | ----- |
| 5893  | ↗6871 | ↗7307 | ↘7290   | ↗7294   | ↘7246 | ↗7618 |
| 2017  | 2018  | 2019  | 2020    | 2021    |       |       |
| ↗7895 | ↗8442 | ↗9456 | ↗10 392 | ↗12 687 |       |       |

## Состав сельского поселения
| № | Населённый пункт | Тип населённого пункта       | Население |
| - | ---------------- | ---------------------------- | --------- |
| 1 | Алексеевка       | деревня                      | ↗343      |
| 2 | Красноглинное    | село                         | ↗1382     |
| 3 | Красномайский    | посёлок                      | ↗368      |
| 4 | Новоозёрный      | посёлок                      | ↗170      |
| 5 | Толмачёво        | село, административный центр | ↗9242     |